# غیاث‌الدین خوارزمشاه
سلطان غیاث‌الدین پیرشاه هشتمین شاه از خوارزمشاهیان بود. وی بعد از کشته شدن پدرش سلطان محمد خوارزمشاه، به کرمان که قلمرو او در ایام حیات پدرش بود آمد و چون کوتوال قلعه گواشیر او را بدانجا راه نداد، غیاث‌الدین به عراق آمده لشکریان متفرق پدر و اعیان و سران سپاه او را دور خود جمع کرد و از آن جمله براق حاجب و یغان طایسی که دائی او بودند. غیاث‌الدین پس از استیلا بر عراق و خراسان و مازندران به آذربایجان آمد و پس از آن عازم فارس شد و به سال ۶۲۱ هجری قمری به شیراز وارد شد و اکثر بلاد فارس را گرفت. در همین اوقات بود که خبر رسیدن مغول به ری و ویران کردن بلاد متعلق به غیاث‌الدین رسید و سلطان به درخواست ناصر خلیفه، به عراق بازگشت، و از سوی دیگر جلال‌الدین خوارزمشاه برادر وی از هند به کرمان آمد و پس از آن عازم شیراز و اصفهان شد. غیاث‌الدین به مقابلهٔ او شتافت و سرانجام مغلوب گردید و جلال‌الدین بر وی مسلط شد، و غیاث‌الدین مدتی نزد برادرش بود تا آنکه به دلیل خطایی که از او سر زد به خوزستان گریخت و پس از آن به کرمان نزد براق حاجب آمد. سرانجام به دست همین براق به سال ۶۲۷ هجری کشته شد.